# Мейер, Элизабет (фотограф)
Элизабет Мейер (норв. Elisabeth Meyer; 15 ноября 1899, Тёнсберг — 10 июня 1968, Осло) — норвежская журналистка и фотограф, наиболее известная своими фотожурналистическими работами, сделанными во время её путешествий по Ирану и Индии в 1920—1930-е годы, к которым относятся и ранние фотографии Махатмы Ганди.
Элизабет Мейер родилась в норвежском городе Тёнсберг в богатой семье. Отец подарил ей складной фотоаппарат «Kodak» для путешествий, что возможно впоследствии и привело к её профессиональному выбору. В 1932 году она вступила в Киноклуб Осло, а в 1937 году отправилась в Берлин, где изучала фотоискусство в школе Реймана, где её преподавателями были Вальтер Петерханс и Отто Крой. Мейер стажировалась у венгерского фотографа Йожефа Печи в Будапеште, а затем вернулась в Норвегию, где провела годы Второй мировой войны. Мейер сотрудничала с различными изданиями, включая журнал «National Geographic» и «Aftenposten».
Мейер передвигалась по Ирану самостоятельно и, возможно, была первой западной женщиной, которая путешествовала по Ирану таким образом. В то время в Иране существовал полный запрет на фотографирование, и её несколько раз арестовывали, но отпускали с предупреждением. В Турции Мейер посетила Мустафу Кемаля Ататюрка в его частной резиденции, в том числе и в спальне, обитой розовым шёлком. В Ираке она беседовала с королём Фейсалом I в его «дворце, недалеко от Багдада». В Индии молодая Индира Неру помогла Мейер встретиться с находившемся тогда в заключении Махатмой Ганди, которая описала эту встречу так: «Любой другой человек выглядел бы смешным в этом облачении, но в отношении Ганди всякая подобная критика умолкает. Я никогда не испытывала особого восторга в отношении Ганди, но теперь я полностью очарована им. Он один из самых отзывчивых людей, которых я когда-либо встречала, он действительно великий человек». Мейер также посетила Сирию, Мексику и Аляску.

## Галерея

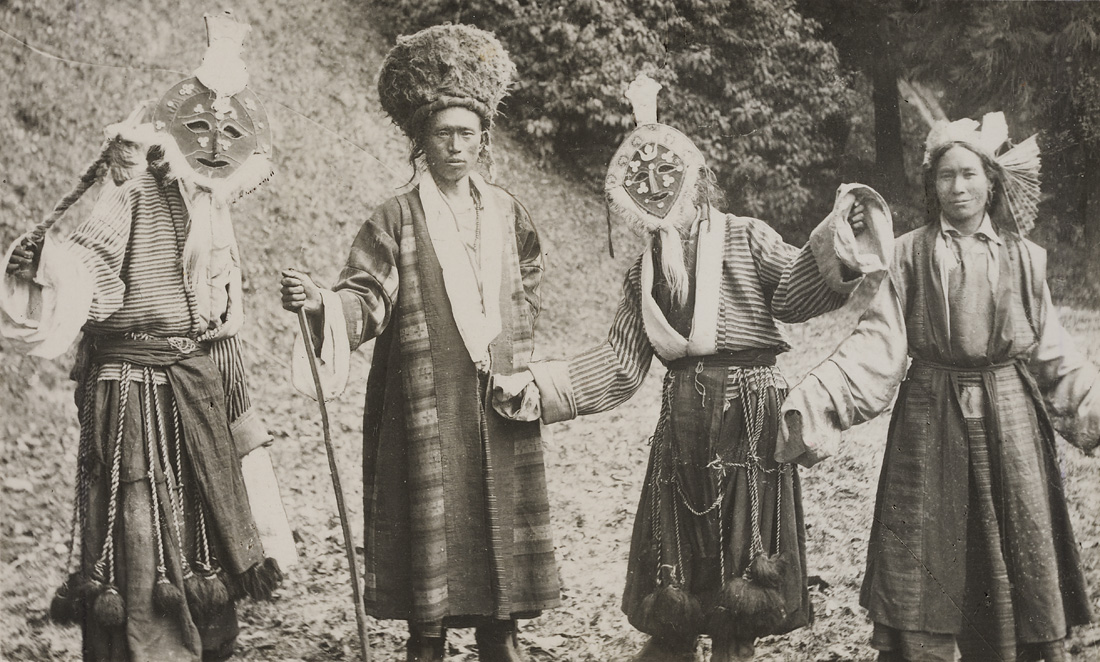
Сикким, Тибет, 1932 год (из собрания фотомузея «Preus Museum»)
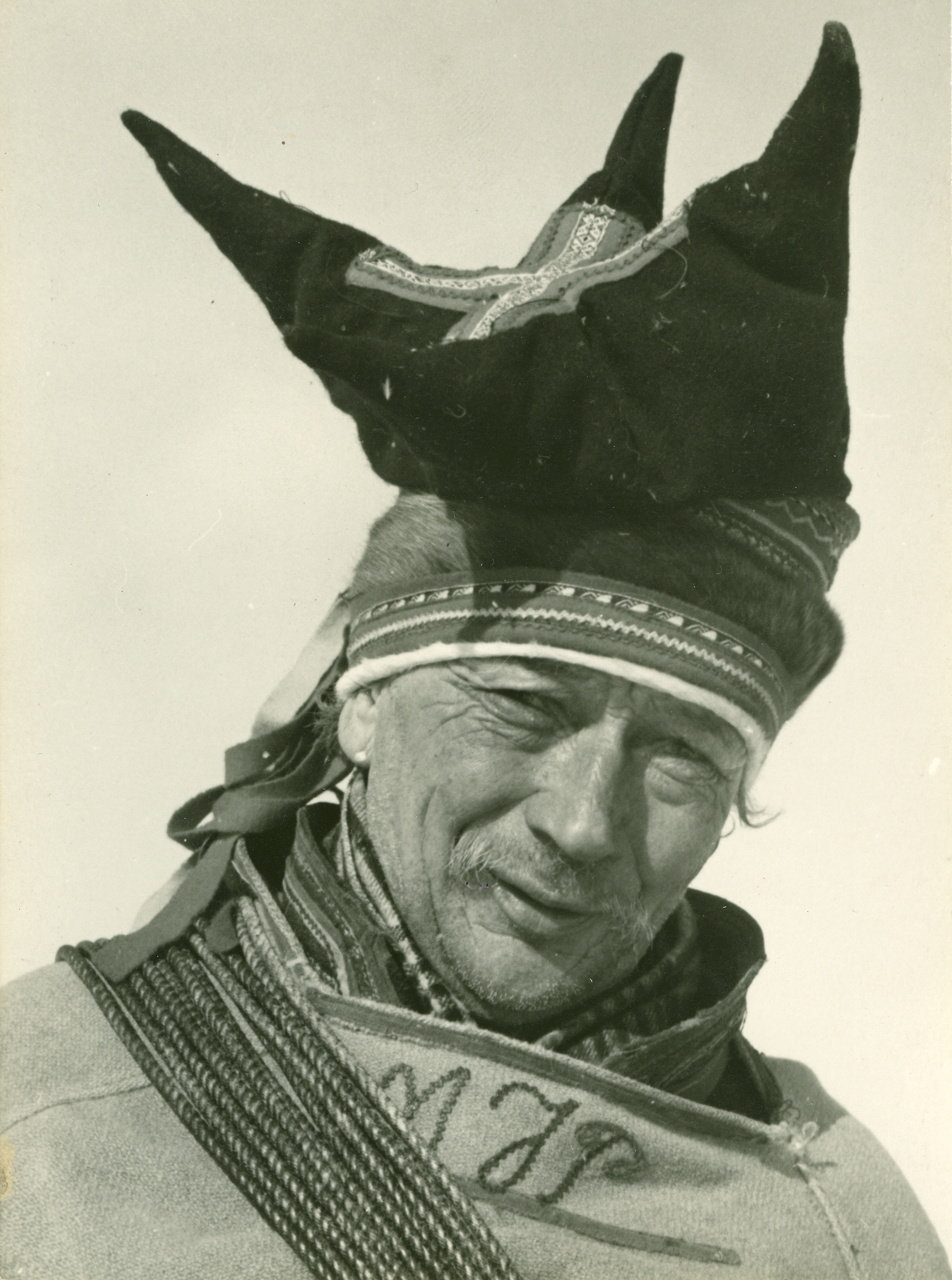
Почтовый гид Маттис Йохансен Пента, Норвегия (из собрания фотомузея «Preus Museum»)